# National Treasure

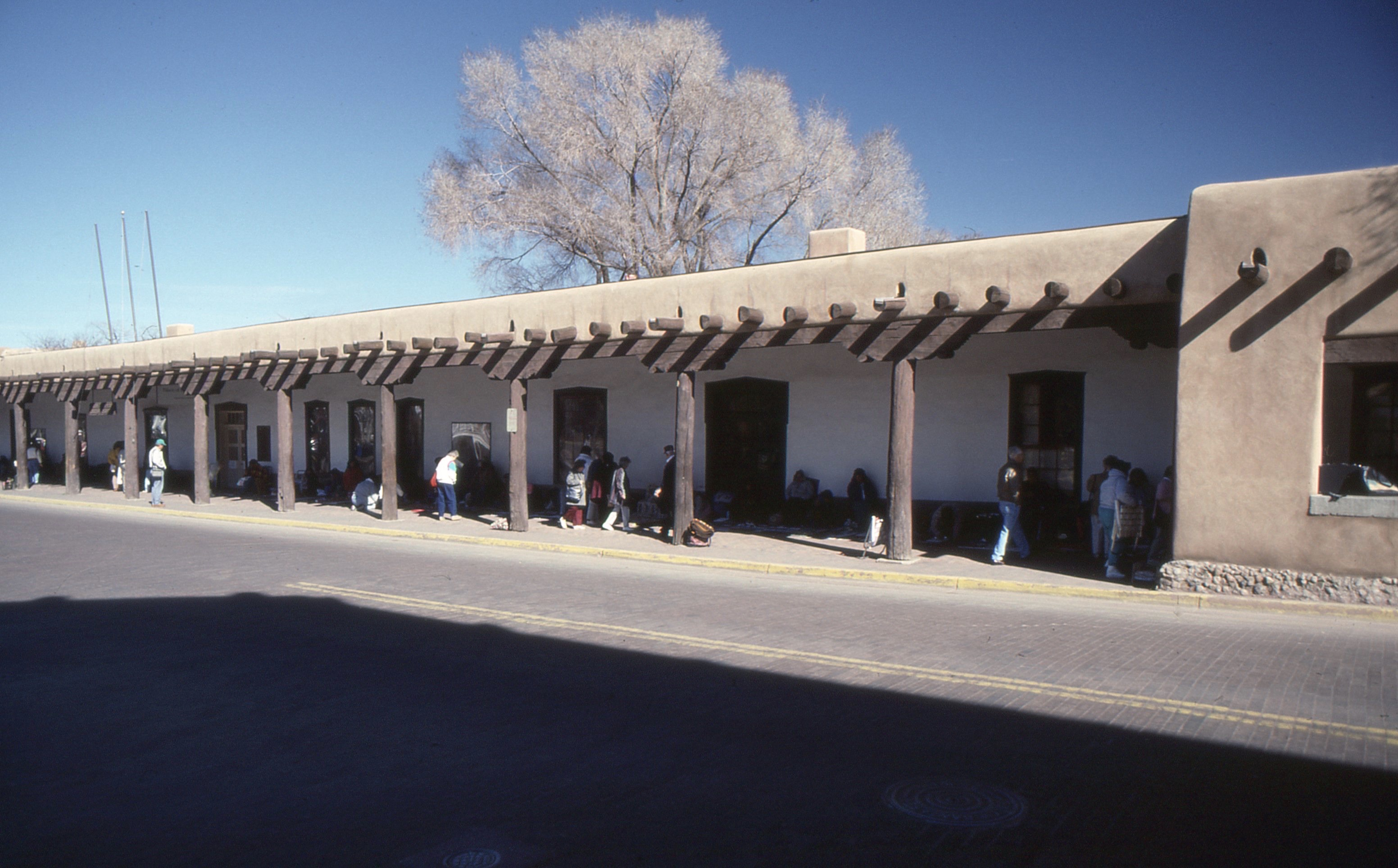
Le Palace of the Governors, au Nouveau-Mexique, un National Treasure depuis 2015.

Un National Treasure est un site des États-Unis désigné comme remarquable par le National Trust for Historic Preservation. En mai 2021, 91 biens sont ainsi distingués.

## Liste
- Catégorie:National Treasure